# Karl Lütgendorf

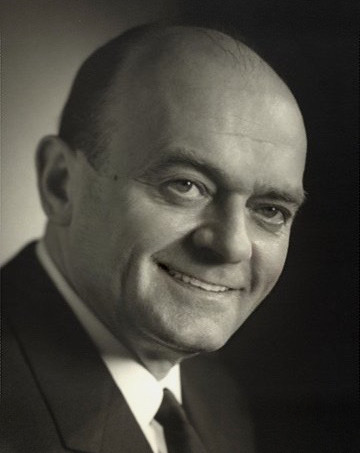
Karl Lütgendorf, österr.: Verteidigungsminister 1971–77

Karl Ferdinand Lütgendorf, geboren Karl Ferdinand Freiherr von Lütgendorf (* 15. Oktober 1914 in Brünn, Mähren; † 9. Oktober 1981 in Schwarzau im Gebirge, Niederösterreich), war ein österreichischer Berufsoffizier (letzter Dienstgrad ab 1977 General) und Politiker.

## Leben
Lütgendorf stammte aus einer altadeligen Familie, der auch der deutsche Luftfahrtpionier Joseph Maximilian Freiherr von Lütgendorf (1750–1829) sowie der deutsche Maler und Kunsthistoriker Willibald Leo Freiherr von Lütgendorff-Leinburg (1856–1937) angehörten. In der Republik Österreich verloren die Mitglieder der Familie 1919 mit dem Adelsaufhebungsgesetz ihre Namensprivilegien.
Geboren wurde Lütgendorf als einziges Kind des damaligen k.u.k. Militärkommandanten von Brünn, Generalmajor Michael Moritz Freiherr von Lütgendorf (1879–1974) und Anna-Maria Eugenia von Lütgendorf, geborene Radl von Radlingen (1892–1974).
Lütgendorf besuchte Volksschule und Gymnasium in Graz, wo sein Vater, der nach dem Ersten Weltkrieg in das neugegründete Bundesheer der Ersten Republik übernommen worden war, zunächst die Heeresverwaltungsstelle leitete und später stellvertretender Brigadier der 5. Brigade „Steiermark“ war.

### Militärische Karriere
Er trat im November 1933 in die Armee ein. Nach dem Einjährig-Freiwilligen-Jahr beim Leichten Artillerie-Regiment 2 im Bundesheer in Kaiserebersdorf absolvierte Lütgendorf von 1934 bis 1937 die Theresianische Militärakademie in Wiener Neustadt. Am 1. April 1937 erfolgte die Beförderung zum Leutnant. Er  wurde dem Leichten Artillerie-Regiment 7 zugeteilt. Nach der Annexion Österreichs wurde er in die deutsche Wehrmacht übernommen. Er diente zunächst im Gebirgs-Artillerie-Rgt. 112 und später im Gebirgs-Artillerie-Rgt. 79. Er besuchte die Kriegsakademie und wurde nach Abschluss aller Prüfungen zum Offizier des Generalstabs. Als Offizier im Generalstab der Gebirgstruppen nahm er am Zweiten Weltkrieg teil. In Norwegen war er 2. Generalstabsoffizier (Ib) der 2. Gebirgs-Division. Beim dortigen Einsatz wurde er verschüttet und schwer verletzt. Er diente anschließend in der Organisations-Abteilung des Oberkommandos des Heeres. Zu Kriegsende war er als Major Feindnachrichtenoffizier (Ic) der 8. Armee. Mit der Kapitulation der Wehrmacht im Mai 1945 kam er in amerikanische Kriegsgefangenschaft. Im Juli 1946 wurde er entlassen.
Ab 1948 beteiligte er sich während der Besatzungszeit durch die Alliierten am Aufbau der sogenannten B-Gendarmerie, der Vorläuferin des österreichischen Bundesheeres. Im August 1956 wurde er in Klagenfurt als Oberstleutnant des höheren militärischen Dienstes (Generalstab) in das neu gegründete Bundesheer aufgenommen, wo er als erster Chef des Stabes der Kärntner 7. Brigade diente. Das damalige vorgesetzte Kommando war das Gruppenkommando II in Graz.
Ab 1958 war er Abteilungsleiter für militärische Ausbildung im Bundesministerium für Landesverteidigung. Ab 1961 diskutierte er den „Kleinkrieg“ als denkbares Verfahren für das Bundesheer der 2. Republik. Der nunmehrige Oberst des Generalstabs entsandte Offiziere auf den Ranger-Kurs der U.S. Army oder Fallschirmspringerübungen nach Frankreich. Im Jahr 1963 ließ er den ersten Kurs für „Sonderausbildung“ durchführen und auch an der Militärakademie dieses Verfahren bei Planspielen und Jahresabschlussübungen (1963 und 1964) einbeziehen. Außerdem gilt Lütgendorf als Mitbegründer des Jagdkommandos.
1966 wurde Lütgendorf zum Brigadier befördert. Nachdem Johann Freihsler aus gesundheitlichen Gründen zurückgetreten war, wurde Lütgendorf am 10. Februar 1971 in die SPÖ-Alleinregierung von Bundeskanzler Bruno Kreisky als parteiloser Verteidigungsminister berufen.

### Trivia
Als Karl Lütgendorfs Vater die Mitteilung über die Ernennung seines Sohnes zum Verteidigungsminister erhielt, soll er zu seinem Sohn am Telefon gesagt haben: „Ich schäme mich. Denn du dienst keinem Kaiser, sondern einer Republik.“

### Bundesminister für Landesverteidigung 1971–1977
Trotz aller Vorbehalte realisierte Lütgendorf Anfang 1971 die Verkürzung der Wehrdienstzeit. Der Bundesminister verstärkte durch eine weitgehend im Alleingang ausgearbeitete Heeresgliederung die Diskrepanzen im konzeptiven Bereich, und Generalmajor Spannocchi, ein herausragender Militärstratege, wurde mehr und mehr zum Träger der progressiven Ideen einer Abhaltestrategie auf der Grundlage einer raumgebundenen Kampfführung. Die wesentlichen Verfahren der „Raumverteidigung“ bildeten der Kampf in Schlüsselzonen und der Kampf in Raumsicherungszonen. Diese mussten allerdings um die Verfahren des „Sicherungseinsatzes“ und eines „räumlich begrenzten Abwehrkampfes“ erweitert werden, die jedoch beide nicht den Prinzipien zur Erreichung der Abhaltung folgen konnten. Es hatte sich die Auffassung durchgesetzt, dass die Abhaltung – also die Aussparung Österreichs aus einem Konflikt – Vorrang vor der operativen Umsetzung und damit vor dem Kräfteeinsatz im Hauptbedrohungsraum haben müsse.
Unter Lütgendorf als Verteidigungsminister beteiligte sich das österreichische Bundesheer an mehreren Auslandseinsätzen und UN-Missionen:
- 1972: Entsendung eines österreichischen UN-Bataillons nach Zypern (United Nations Peacekeeping Force in Cyprus, UNAB/UNFICYP); ein Sanitäts- und Polizeikontingent war dort bereits seit 1964 vor Ort; Einsatzende 2001.

- 1973: Verlegung von Teilen des österreichischen Zypern-Bataillons an den Suezkanal als Teil der United Nations Emergency Force (UNEF). Die komplette Auffüllung der Bataillone in Zypern und Ägypten erfolgte bis 16. November. Das Zypern-Bataillon wurde seit 3. Dezember im Distrikt Larnaka (Südostteil) eingesetzt.

- 1974: Verlegung des österreichischen UN-Bataillons (Austrian Battalion/United Nations Emergency Force – AUSBATT/UNEF) vom Suezkanal nach Syrien auf die Golanhöhen als Teil der United Nations Disengagement Observer Force (United Nations Disengagement Observer Force Austrian Battalion – UNDOF/AUSBATT); bis 2013 bestehende Mission.

In seiner sechsjährigen Amtszeit hat der altgediente General, geboren in einer kaisertreuen Familie der k.u.k. Monarchie, die Wehrpolitik der 2. Republik nachhaltig beeinflusst. Zum Beispiel wäre die Spannocchi-Doktrin, nach der das Bundesheer von 1973 bis 1986 umorganisiert wurde, ohne ihn wahrscheinlich nicht umgesetzt worden. 1974 wurde er während der öffentlichen Erregung um die Veröffentlichung des sowjetischen Polarka-Plans zum Rücktritt aufgefordert.
Wegen des Verdachts, in illegale Waffengeschäfte verwickelt zu sein, bot der Minister am 31. Mai 1977 dem damaligen Bundespräsidenten Rudolf Kirchschläger seinen Rücktritt an.
Im Juli 1977 wurde Lütgendorf nachträglich zum General befördert.
Bis zu seinem Tod hielt er mehrere Aufsichtsratsposten und lebte auf seinem Jagdgut in Niederösterreich.

### Ungeklärte Todesumstände
Lütgendorf starb am 9. Oktober 1981 in Schwarzau im Gebirge unter ungeklärten Umständen: „Er saß noch in seinem Wagen, der Motor war abgestellt, beide Türen verschlossen. Vornübergebeugt, aus Mund, Nase und Ohren blutend (...) In seiner linken Hand hielt Lütgendorf einen Smith-&-Wesson-Revolver. Der Gemeindearzt stellte Tod durch Selbstmord fest.“ Lütgendorf ist im Gemeindefriedhof von Schwarzau im Gebirge begraben.
Obwohl die Behörden bei seinem Tod von einem Suizid ausgehen, verstummen Gerüchte nicht, dass er bei seinem Jagdausflug getötet wurde. Als Indizien werden dabei unter anderem fehlende Abschiedsbriefe angegeben. Laut ORF sollen sich allerdings angeblich zwei Abschiedsbriefe bei der Staatsanwaltschaft unter Verschluss befinden. Aber sowohl Anhänger der Suizidmeinung als auch jene, die von Fremdverschulden ausgehen, vermuten den Grund im Wissen bzw. Verwicklungen in den Fall Lucona. Andere Recherchen führten zur Vermutung, dass Lütgendorf von einer Zelle des damaligen Staatssicherheitsdienstes der DDR ermordet wurde. Fest steht, dass Lütgendorf international über Jahrzehnte höchste militärische und politische Kontakte pflegte, unter anderen auch zum damaligen ägyptischen Staatspräsidenten Muhammad Anwar as-Sadat. Als dieser bei einer Militärparade am 6. Oktober 1981 von seiner eigenen Leibgarde vor laufenden Kameras ermordet wurde, befand sich Lütgendorf bei einer Jagdgesellschaft. Laut seinem Sohn Philipp Lütgendorf sei sein Vater auf die Nachricht von Sadats Tod kreidebleich geworden, habe gemeint, er sei der Nächste, und bat den Gastgeber um ein Büro, von dem aus er telefonieren könne.
Was den Zweiflern an der Suizidversion Lütgendorfs verdächtig vorkommt, ist zum einen, dass er mit einem Revolver fest in seiner linken Hand gefunden wurde, der erstens nicht auf ihn registriert war und zweitens keinerlei Fingerabdrücke aufwies – zusätzlich war Lütgendorf Rechtshänder. Zum anderen trat das Projektil durch den geschlossenen Mund, also durch die geschlossenen Zähne, ein, was für viele Offiziere ein Indiz für Fremdverschulden darstellt. Weiter verdächtig ist bis heute, dass Lütgendorf in seinem Geländefahrzeug tot aufgefunden wurde. Verwunderlich ist auch, dass aus staatssicherheitspolitischen Gründen die Obduktion trotz eines gewaltsamen Todes erst 10 Jahre später per Gerichtsbeschluss veranlasst wurde. In dem Buch von Hans Pretterebner, „Der Fall Lucona“, wird darauf hingewiesen, dass Proksch Sprengmittel vom Militär bezog, wobei ein hochrangiger Minister entsprechende Weisungen gegeben haben soll. Dies führte bei Nachforschungen zum Einsturz der Reichsbrücke zu weiteren Spekulationen.
Die ungeklärten Todesumstände wurden von Autor und Regisseur Thomas Roth in der Tatort-Folge Wahre Lügen (2019) verarbeitet.